# زیردریایی یو-۱۷۱
زیردریایی یو-۱۷۱ (به انگلیسی: German submarine U-171) یک زیردریایی است که طول آن ۷۶٫۷۶ متر (۲۵۱ فوت ۱۰ اینچ) و ارتفاع آن ۹٫۶ متر (۳۱ فوت ۶ اینچ) می‌باشد. این زیردریایی در سال ۱۹۴۱ ساخته شد.